# La Madeleine-Villefrouin
 La Madeleine-Villefrouin  es una población y comuna francesa, en la región de Centro, departamento de Loir y Cher, en el distrito de Blois y cantón de Marchenoir.

## Demografía
| 59 | 41 | 33 | 36 | 36 | 28 |
| Para los censos de 1962 a 1999 la población legal corresponde a la población sin duplicidades (Fuente: INSEE [Consultar]) |    |    |    |    |    |